# Hancock (Massachusetts)
Hancock é uma vila localizada no condado de Berkshire no estado estadounidense de Massachusetts. No Censo de 2010 tinha uma população de 717 habitantes e uma densidade populacional de 7,75 pessoas por km².

## Geografia
Hancock encontra-se localizado nas coordenadas 42° 31′ 29″ N, 73° 19′ 24″ O. Segundo a Departamento do Censo dos Estados Unidos, Hancock tem uma superfície total de 92.55 km², da qual 92.37 km² correspondem a terra firme e (0.19%) 0.18 km² é água.

## Demografia
Segundo o censo de 2010, tinha 717 pessoas residindo em Hancock. A densidade populacional era de 7,75 hab./km². Dos 717 habitantes, Hancock estava composto pelo 96.09% brancos, o 0.84% eram afroamericanos, o 0.14% eram amerindios, o 0.84% eram asiáticos, o 0% eram insulares do Pacífico, o 0.42% eram de outras raças e o 1.67% pertenciam a duas ou mais raças. Do total da população o 1.81% eram hispanos ou latinos de qualquer raça.